# Дадебаев, Жанкара Дадебаевич
Жанкара Дадебаевич Дадебаев (род. 15 ноября 1948) — советский и казахстанский специалист в области литературоведения, писатель, доктор филологических наук, профессор, член Союза писателей Казахстана, академик Национальной академии наук Республики Казахстан, Международной академии высшего образования, Академии образования Республики Казахстан, Международной академии Айтматова, «Отличник образования Республики Казахстан».

## Биография
Родился 15 ноября 1948 году в Таласском районе Жамбылской области.
В 1969 году окончил педагогическое училище им. Абая в г. Жамбыл. С 1970 по 1975 годы учился на филологическом факультете Казахского национального университета имени аль-Фараби. С 1978 по 1981 год учился в аспирантуре Казахского национального университета имени аль-Фараби.
В 1982 году защитил кандидатскую диссертацию на тему «Традиции М. Ауэзова в современном казахском советском историческом романе». 1992 году защитил докторскую диссертацию на тему «Историческая действительность и её художественное воплощение в современном казахском романе».

### Трудовая деятельность
1. 1968—1970 — учитель начальных классов казахской школы им. Амангельды Таласского района Жамбылской области
2. 1975—1977 — сотрудник Института литературы и искусства им. М. О. Ауэзова АН РК
3. 1977—1978 — ассистент кафедры казахской литературы Казахского национального университета им. Аль -Фараби
4. 1981—1983 — сотрудник отделения общественных и гуманитарных наук научно-исследовательской части Казахского национального университета им. аль-Фараби
5. 1983—1988 — старший преподаватель кафедры казахской литературы КазНУ им. Аль-Фараби
6. 1988—1990 — доцент, кафедры казахский литературы КазНУ им. Аль-Фараби
7. 1990 — старший научный сотрудник КазНУ им. Аль-Фараби
8. 1990—1991 — директор Научно-исследовательского института педагогических наук им. И. Алтынсарина
9. 1993—2001 — профессор, заведующий кафедрой казахской литературы, декан филологического факультета КазНУ
10. 2001—2008 — проректор по учебной работе КазНУ им. Аль-Фараби
11. С 2008 года — профессор университета, директор НИИ Абая КазНУ им. Аль-Фараби

## Научная деятельность
Автор 500 научных, учебно-методических работ. Под его научным руководством выполнены более 20 кандидатских и докторских диссертаций.
1. «Традиция М. Ауэзова в современной казахской исторической прозе»: Методический пособия (1981)
2. «Литературное произведение»: Учебное пособия (1981)
3. «Казахский исторический романы традиции и инновации»: Учебное пособия (1988)
4. «Шымырлап бойға жайылған»: Монография (1988)
5. «Габиден Мустафин»: Монография (1989)
6. «Мухтар Ауэзов»: Монография (1990)
7. «Болтирик Альменович и казахское ораторское искусство»: Учебное пособия (1996)
8. «Литературное творчество»: Типовая учебная программа (1999)
9. «Работа писателя»: Монография (2001)
10. «Современная казахская литература»: Курс лекций Книга I (2002)
11. «Талас аңыздары. Алматы. Нұрлы әлем»: Книга (2002)
12. «Жамбыл // Қазақ эдебиетінің қысқаша тарихы»: Учебное пособия (2002)
13. «Современная казахская литература»: Курс лекций Книга II (2003)
14. «Казахский роман на рубеже ХХ-XXI веков и идея независимости»: Монография (2015)
15. «Абайтану»: Книга (2015)
16. «Основы теории ораторского искусства»: Монография (2016)
17. «Современные проблемы переводоведения»: Монография (2016)
18. «Отражение национальной идеи „МӘҢГІЛІК ЕЛ“ в литературе XIX века»: Монография (2016) и др.

## Награды и звания
1. Доктор филологических наук (1992)
2. Профессор (1994)
3. Академик академии наук высшей школы Казахстана (2002)
4. Академик Международной Айтматовской академии (2003)
5. Академик Международной академии наук высшей школы (2004)
6. Академик Казахской академии образования (2008)
7. «Отличник образования Республики Казахстан» (1998)
8. Нагрудный знак «Ыбырай Алтынсарин» (2009)
9. Медаль «Ветеран труда»